# Mustelus stevensi
Mustelus stevensi es una especie de elasmobranquio carcarriniforme de la familia Triakidae.